# Phengodes championi
Phengodes championi is een keversoort uit de familie Phengodidae. De wetenschappelijke naam van de soort is voor het eerst geldig gepubliceerd in 1927 door Pic.